# 木次リテイル・サービス
木次リテイル・サービス株式会社（きすきリテイル・サービス）は、かつて存在した商業施設運営などを行っていた企業。島根県雲南市に本社を置いていた。2015年4月まで雲南市にある商業施設「サン・チェリヴァ」運営事業のほか、イズミヤ株式会社のフランチャイズ業務受託事業を行なっていた。閉店後の建物は、雲南市の所有となり、島根県内でスーパーマーケットを展開する地場企業のマルマンを核とする商業施設「マルシェリーズ」として2016年3月に再オープンした。

## 沿革
- 2001年（平成13年）2月15日 - 設立[1]。
- 2015年（平成27年）4月12日 - 売り上げ不振と親会社イズミヤの業務見直しにより閉店[2][3]
- 2015年（平成27年）度 - 第2四半期（7月から9月まで）に会社清算[4]。

## 店舗
- サン・チェリヴァ